# Шугар, Ребекка
Ребекка Шугар (англ. Rebecca Sugar; род. 9 июля 1987) — американский мультипликатор, сценарист, режиссёр, продюсер, композитор и автор песен. Известна как сценарист и художница раскадровки «Времени приключений», и как создательница мультсериала «Вселенная Стивена», который дебютировал на Cartoon Network в 2013 году. Это сделало её первой небинарной персоной, создавшей шоу на Cartoon Network. Несколько раз номинировалась на прайм-таймовую премию «Эмми».

## Биография
Ребекка Шугар родилась 9 июля 1987 года в Силвер-Спринг, округ Монтгомери, штат Мэриленд, США. Согласно словам отца Ребекки, она и её брат Стивен росли с «еврейской чувствительностью». Ребекка и Стивен вместе с родителями наблюдают, как зажигают Ханукальные свечи по Skype.
Она также является потомком еврея, выжившего в Холокосте. Она одновременно посещала старшую школу Монтгомери Блэр и центр изобразительных искусств в старшей школе Альберта Эйнштейна, где она была полуфиналисткой конкурса за президентскую стипендию и выиграла престижную награду Айды Ф. Хаймович за изобразительные искусства (англ. Ida F. Haimovicz Visual Arts Award). Во время учёбы в старшей школе Монтгомери Блэр, Шугар нарисовала несколько комиксов «Полоса» (англ. The Strip) для школьной газеты, которые заняли первое место в Конкурсе индивидуального письма и редактирования газет (англ. Newspaper Individual Writing and Editing Contest). Она продолжила своё образование в Школе изобразительных искусств в Нью-Йорке.

## Карьера
Шугар присоединилась к команде телесериала «Время приключений» в качестве ревизиониста раскадровки во время первого сезона. Благодаря высокому качеству её работы, через месяц её повысили до художника раскадровки, её дебют произошёл во время производства второго сезона шоу. Её первым эпизодом был «Пришелец из Темносферы».
Разработка телесериала «Вселенная Стивена» началась, когда Шугар ещё работала над «Временем приключений». Она продолжала работать над последним до пятого сезона, после чего она покинула проект, чтобы сосредоточиться над разработкой «Вселенной Стивена». Последним эпизодом, над которым она работала, стал «Саймон и Марси», после которого работа над двумя сериалами одновременно стала невозможной. Она столкнулась с трудностями ещё во время работы над эпизодом «Маленький плохой мальчик». Шугар временно вернулась на проект, чтобы написать песню «Всё остаётся» (англ. Everything Stays) для мини-сериала «Колья», основанном на «Времени приключений».
Шугар разрабатывала дизайн обложки альбома «True Romance» для Эстель, которая озвучивает Гранат во «Вселенной Стивена». В декабре 2016 года издательство комиксов «Youth in Decline» опубликовало эскизы и сюжетные заметки неопубликованного комикса Шугар «Марго в постели» (англ. Margo in Bed) в 14-м выпуске антологии «Грань» (англ. Frontier).
Шугар также известна своим комиксом «Не плачь из-за меня, я уже мёртвый» (англ. Don't Cry for Me, I'm Already Dead), который рассказывает историю двух братьев, чьё увлечение сериалом «Симпсоны» превратилось в трагедию.
Летом 2018 года на San Diego Comic-Con International был показан тизер фильма по «Вселенной Стивена». Фильм вышел 2 сентября 2019 года на Cartoon Network. 4 октября 2019 года на New York Comic Con было объявлено, что у «Вселенной Стивена» не будет шестого сезона. Его заменил мультсериал-эпилог «Будущее Вселенной Стивена», премьера которого состоялась 7 декабря 2019 года; финальный эпизод вышел 27 марта 2020 года.
В период с октября 2020 по апрель 2021 года были выпущены антирасистские фильмы «Don’t Deny It, Defy It», «Tell the Whole Story», «See Color» и «Be An Ally», над которыми она работала с Йеном Джонс-Кварти, с участием персонажей из Вселенной Стивена. Премьера серий состоялась на YouTube-канал Cartoon Network.
В декабре 2023 года было объявлено, что Sony Pictures Animation разрабатывает приключенческий фэнтези-фильм режиссёра Мэтта Брэйли, сценарий к которому написали Шугар и Брэйли.
В июне 2024 года было объявлено, что Шугар напишет сценарий к новому приключенческому фильму «Время приключений» вместе с другими участниками франшизы Адамом Муто и Патриком Макхейлом, что ознаменует её возвращение во франшизу.

## Личная жизнь
В феврале 2016 года Иен Джонс-Кворти подтвердил в Твиттере, что он и Шугар находятся в романтических отношениях. На момент твита пара была вместе уже 8 лет. Он добавил, что они с Шугар встретились, когда она училась в Школе изобразительных искусств в Нью-Йорке.
В июле 2016 года на San Diego Comic-Con International Ребекка призналась, что она бисексуальна и по её словам, привлечь внимание к проблемам ЛГБТ и прав женщин в сериале «Вселенная Стивена» её заставил её опыт бисексуальной женщины.
В августе 2020 года она заявила, что «не идентифицирует себя как женщину», но чувствовала необходимость скрывать этот факт из-за того, что была известна как первая женщина, создавшая сериал Cartoon Network. В октябре 2020 года, в книге «Steven Universe: End of an Era» , Шугар рассказала, что ей понравилось рассматривать свой опыт в другом контексте, «через призму небинарности» при написании персонажей для шоу.
Ребекка использует как местоимения «она/её», так и «они/их».

## Фильмография
| Год       |     | Русское название           | Оригинальное название      | Роль                                                                                                   |
| --------- | --- | -------------------------- | -------------------------- | --- |
| 2009      | кор | Одиночки                   | Singles                    | создатель, автор истории, аниматор, автор песен                                                        |
| 2009—2012 | мс  | Время приключений          | Adventure Time             | автор историй, художник раскадровки, автор песен, ревизионист раскадровки; также голос матери Марселин |
| 2012      | мф  | Монстры на каникулах       | Hotel Transylvania         | художник раскадровки                                                                                   |
| 2013—2019 | мс  | Вселенная Стивена          | Steven Universe            | создатель, разработчик, исполнительный продюсер, сценарист, художник раскадровки, автор песен          |
| 2017      | мс  | Окей, Кей О! Будем героями | OK K.O.! Let's Be Heroes   | автор и исполнитель песни                                                                              |
| 2019      | мф  | Вселенная Стивена: Фильм   | Steven Universe: The Movie | создатель, автор песен                                                                                 |
| 2019—2020 | мс  | Будущее Вселенной Стивена  | Steven Universe: Future    | создатель, исполнительный продюсер                                                                     |

## Признание
За работу над сериалом «Время приключений» Шугар была дважды номинирована на прайм-таймовую премию «Эмми» — за эпизод «Пришелец из Темносферы» в 2011 году и за эпизод «Саймон и Марси» в 2013 году. Также была номинирована на премию «Энни» за лучшую раскадровку для телевизионного производства в 2012 году. В этом же году журнал «Forbes» включил её в список «30 людей до 30 лет в сфере развлечений»(англ. 30 Under 30 in Entertainment), отметив, что она ответственна за много лучших эпизодов «Времени приключений».
За работу над сериалом «Вселенная Стивена» Шугар была трижды номинирована на прайм-таймовую премию «Эмми» — за эпизоды «Лев 3: Прямо к видео» (англ. Lion 3: Straight to Video), «Ответ» (англ. The Answer) и «Мистер Грег» (англ. Mr. Greg).
В 2015 году Шугар была номинирована на премию Джеймса Типтри-младшего за «Вселенную Стивена»; это единственный телесериал на этот момент, который стал номинантом этой премии.